# 克爾平湖
53°30′3″N 12°34′50″E / 53.50083°N 12.58056°E

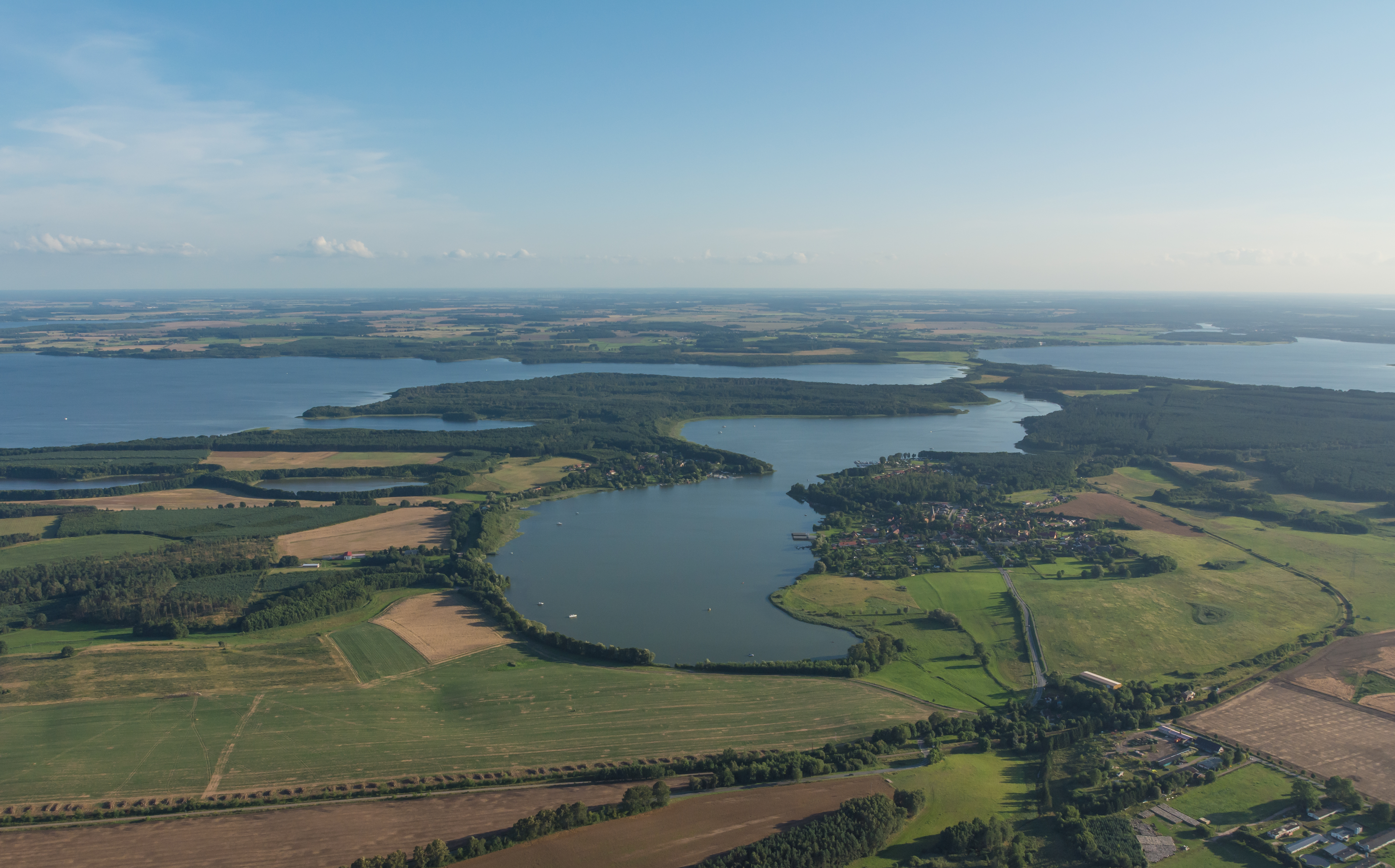

克爾平湖（德語：Kölpinsee），是德國的湖泊，位於該國東北部，由梅克倫堡-前波美拉尼亞州負責管轄，處於梅克倫堡湖區縣，長7.3公里、寬4.9公里，面積20.3平方公里，海拔高度62米，平均水深3.5米，最大水深30米，水體容量7,188萬立方米。